# Solter robustus
Solter robustus is een insect uit de familie van de mierenleeuwen (Myrmeleontidae), die tot de orde netvleugeligen (Neuroptera) behoort. 
Solter robustus is voor het eerst wetenschappelijk beschreven door Herbert Hölzel in 1972.